# Hays (Alberta)
Pour les articles homonymes, voir Hays.
Hays est un hameau situé dans la province d'Alberta, dans le centre-sud.